# Ennio De Giorgi
Ennio De Giorgi (Lecce, 8 de febrero de 1928 – Pisa, 25 de octubre de 1996) fue uno de los más influyentes matemáticos italiano del siglo XX. 
Hizo importantes contribuciones al análisis matemático, en particular al estudio de superficies mínimas y la regularidad de las soluciones elípticas de ecuaciones diferenciales parciales. 
En términos de la regularidad de las soluciones elípticas de ecuaciones diferenciales parciales, uno de sus principales contribuciones fue a resolver el 19.º problema de Hilbert. Casi al mismo tiempo de resolverlo, John Forbes Nash lo resolvió en una forma completamente independiente. Comúnmente se cree que si sólo uno de ellos ha resuelto, entonces esa persona habría ganado la prestigiosa Medalla Fields. Su obra ha influido en Luis Caffarelli y muchos otros destacados matemáticos.